# 754

## Догађаји
- Јул – СПапа Стефан II помазује Пипинове синове, Карла (касније познатог као Карло Велики) и Карломана, посвећујући их у патриције. У Кјерзију проглашава светом династију Каролинга и апелује на помоћ против Лангобарда. Најзад, франачки племићи дају сагласност за поход на Ломбардију.
- 28. јул – Папа Стефан II поново посвећује Пипина III за краља Франака, у базилици Сен Дени изван Париза, дајући му додатну титулу Патриције Римски. Ово је прво забележено крунисање грађанског владара од стране папе. Пипин преузима улогу заређеног заштитника католичке цркве.
- Лето – Франци под Пипином III нападају Италију и побеђују Лангобарде под краљем Ајстулфом, у долини Суса (Пијемонт). Он спроводи услове, укључујући уступање Егзархата Равене Риму.
- 10. јун – Калиф ас-Сафа умире од малих богиња након 4-годишње владавине. Наследио га је његов номиновани наследник и брат Ел-Мансур, као владар Абасидског калифата.
- Новембар – Абдалах ибн Али, гувернер Сирије и ујак Ас-Сафаха, покреће захтев за калифатом, али је поражен од снага лојалних Ел-Мансуру, под Абу Муслимом, код Нисибиса (савремена Турска).
- Попис становништва у Тангу показује да 75% Кинеза живи северно од реке Чанг Ђијанг (Јангце). Главни град Чангана има 2 милиона становника, а више од 25 других градова има више од 500.000 становника.
- Фебруар – Иконоборачки сабор: Цар Константин V је сазвао хришћански сабор у палати Хијерије у Цариграду. Сабор, под председништвом епископа Ефеског Теодосија, подржава политику иконоборства и осуђује употребу икона у Византијском царству. Константин појачава гоњење на православне манастире; стотине монаха и монахиња су осакаћени или погубљени.
- 5. јун – Бонифатија, англосаксонског мисионара, убила је група пагана у Доккуму у Фризији, док је читао Свето писмо хришћанским преобраћеницима. Касније је сахрањен у опатији Фулда, поверен његовом баварском ученику Стурму.

- Википедија:Непознат датум — Владавина династије Абасида у Багдаду.
- Википедија:Непознат датум — Први франачко-лангобардски рат

## Смрти
- Бонифатије Мисионар
- Еобан, епископ утрехтски
- 10. јун — Абул Абас ал-Сафа, муслимански калиф
- 17. август – Карломан, градоначелник палате Аустразије и брат Пепина ИИИ (Кратка)
- Ансемунд, визиготски гроф
- Буркхард, бискуп Вирцбурга
- Хилдерик III, краљ Франака